# Медаль «В память Отечественной войны 1812 года»
Медаль «В память Отечественной войны 1812 года» учреждена императором Александром I в память Отечественной войны. 5 февраля 1813 года была учреждена серебряная медаль, а 30 августа 1814 года была учреждена ещё одна медаль, выполненная из темной бронзы.

## Серебряная медаль
5 февраля 1813 года вышел императорский указ о пожаловании участникам освобождения русской земли от нашествия Наполеона наградной медали «В память Отечественной войны 1812 года», в котором были такие слова Александра I:

«Воины! славный и достопамятный год, в который неслыханным и примерным образом поразили и наказали вы дерзнувшаго вступить в Отечество ваше лютаго и сильнаго врага, славный год сей минул, но не пройдут и не умолкнут содеянныя в нём громкия дела и подвиги ваши: вы кровию своею спасли Отечество от многих совокупившихся против него народов и Царств. Вы трудами, терпением и ранами своими приобрели благодарность от своей и уважение от чуждых Держав. Вы мужеством и храбростью своею показали свету, что где Бог и вера в сердцах народных, там хотя бы вражеския силы подобны были волнам Окияна, но все они, как о твердую непоколебимую гору, разсыплются и сокрушатся. Из всей ярости и свирепства их останется один только стон и шум погибели. Воины! в ознаменование сих незабвенных подвигов ваших повелели Мы выбити и освятить серебряную медаль, которая с начертанием на ней прошедшаго, столь достопамятного 1812 года, долженствует на голубой ленте украшать непреодолимый щит Отечества, грудь вашу. Всяк из вас достоин носить на себе сей достопамятный знак, сие свидетельство трудов, храбрости и участия в славе; ибо все вы одинакую несли тяготу и единодушным мужеством дышали. Вы по справедливости можете гордиться сим знаком. Он являет в вас благословляемых Богом истинных сынов Отечества. Враги ваши, видя его на груди вашей, да вострепещут, ведая, что под ним пылает храбрость, не на страхе или корыстолюбии основанная, но на любви к вере и Отечеству и, следовательно, ничем непобедимая».

22 декабря 1813 года вышел именной указ нового главнокомандующего армиями М. Б. Барклая-де-Толли «О раздаче установленной (серебряной) медали в память 1812 годъ». На её лицевой стороне, в середине поля, изображено «всевидящее око», окружённое лучезарным сиянием; внизу указана дата — «1812 годъ». На оборотной стороне медали прямая четырёхстрочная надпись, позаимствованная из Псалтири: «НЕ НАМЪ — НЕ НАМЪ — А ИМЕНИ — ТВОЕМУ» (Пс. 113:9). Медаль называлась «В память отечественной войны 1812 года». Слово «отечественной» писалось со строчной буквы.
Серебряная медаль была выдана

«…строевым чинам в армии и ополчениях всем без изъятия, действовавшим против неприятеля в продолжение 1812 года. Из нестроевых, Священникам и Медицинским чинам тем только, кои действительно находились во время сражений под неприятельским огнём…»

И далее следует предупреждение:

«…За исключением поименованных… решительно никто не должен носить медалей», кроме особых случаев, при которых «…Его Величество предоставляет Себе давать… позволение на сие…».

В связи с этим строго предписывалось, «…чтобы все те чиновники или чины, кои не подходят под сие правило, носили медали, тотчас оные сняли и возвратили в главное армии дежурство».
Медаль выдавалась на ленте ордена Андрея Первозванного (голубой) и носили её с особой торжественностью все участники боевых сражений от простого солдата до фельдмаршала. Всего было выдано серебряных медалей 250.000 штук.
Были изготовлены подобного рода серебряные медали и меньшего размера (диаметром не 28, а 22 мм) с поперечным ушком и продетым в него колечком для подвешивания на ленту. Такие медали носили кавалеристы.
Медаль в память Отечественной войны сначала предполагалось выполнить с профильным портретом императора Александра I. Но по каким-то неведомым причинам вместо этого изображения медаль была отчеканена с лучезарным «всевидящим оком» всевышнего. Но солдаты, глядя на эту медаль, вспоминали о былом великом фельдмаршале — герое войны и "…говорили, будто это «око» самого Кутузова: «у него, батюшки, один глаз, да он им более видит, чем другой двумя».

## Бронзовая медаль
Через восемь месяцев после выдачи серебряной медали, уже в конце всей заграничной кампании, манифестом от 30 августа 1814 года была учреждена ещё одна медаль, выполненная впервые в истории медалистики из темной бронзы (меди), но теми же штемпелями, что и ранее серебряная. Она предназначалась для награждения дворянства и купечества, содействовавших победе армии в этой войне.

«Благородное дворянство наше, — пишется в манифесте, — …издревле благочестивое, издревле храброе… многократными опытами доказавшее… преданность и любовь к… Отечеству, наипаче же ныне изъявившее беспримерную ревность щедрым пожертвованием не токмо имуществ, но и самой крови и жизни своей, да украсится бронзовою на Владимирской ленте медалию с тем самым изображением, каковое находится уже на (серебряной боевой) медали, учрежденной на 1812 год. Сию бронзовую… медаль да возложат на себя отцы или старейшины семейств, в которых, по смерти носивших оную, остается она в сохранении у потомков их, яко знак оказанных в сем году предками их незабвенных заслуг Отечеству…».

Поэтому на некоторых воинских чинах можно было видеть рядом с серебряной и медаль из темной бронзы. Её они получали как старшие в дворянском роду. И далее в манифесте указывается:

«Именитое купечество, принимавшее во всеобщей ревности и рвении знатное участие, да примет из уст Наших благоволение и благодарность. В ознаменование же тех из них, которые принесли отличные и важные заслуги, Повелели Мы рассмотреть оные, и по представлении вознаградим их тою же бронзовою… медалию, на ленте ордена Святыя Анны».
А ещё через один год и семь месяцев по указу от 8 февраля 1816 года было разрешено носить такие же медали из темной бронзы старейшим женщинам дворянского рода. А чтобы выглядели на них награды более пригляднее, разрешалось носить медали уменьшенных размеров.

## Изображения медалей

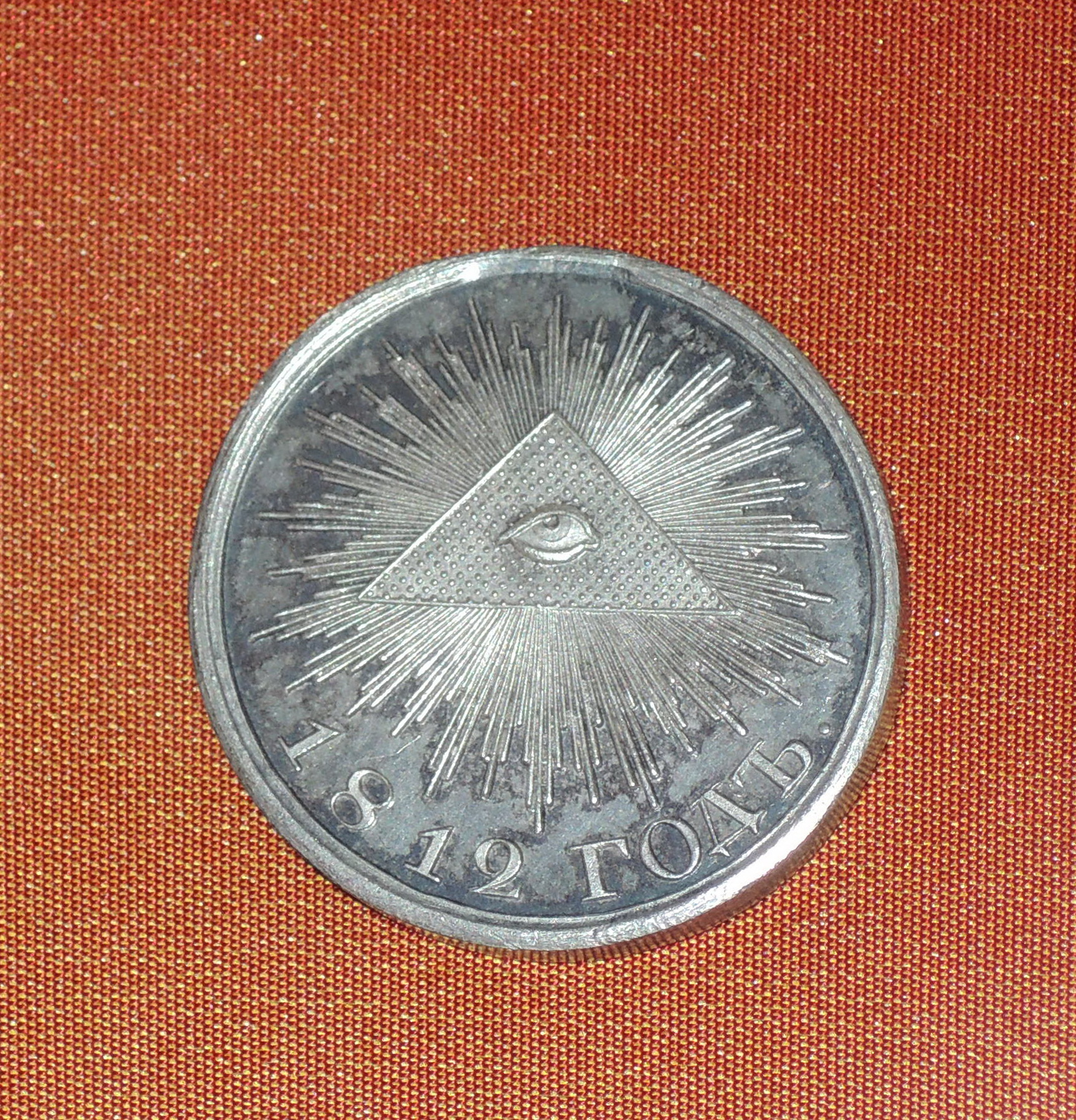
Серебряная Аверс
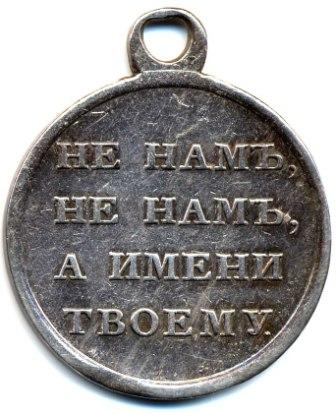
Серебряная Реверс
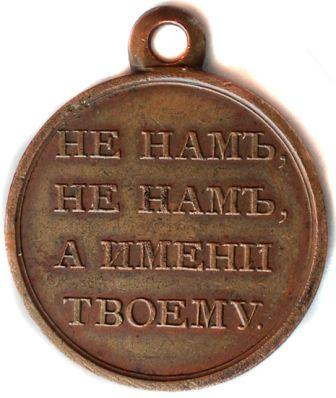
Бронзовая Реверс

## Указ Николая II о ношении медалей

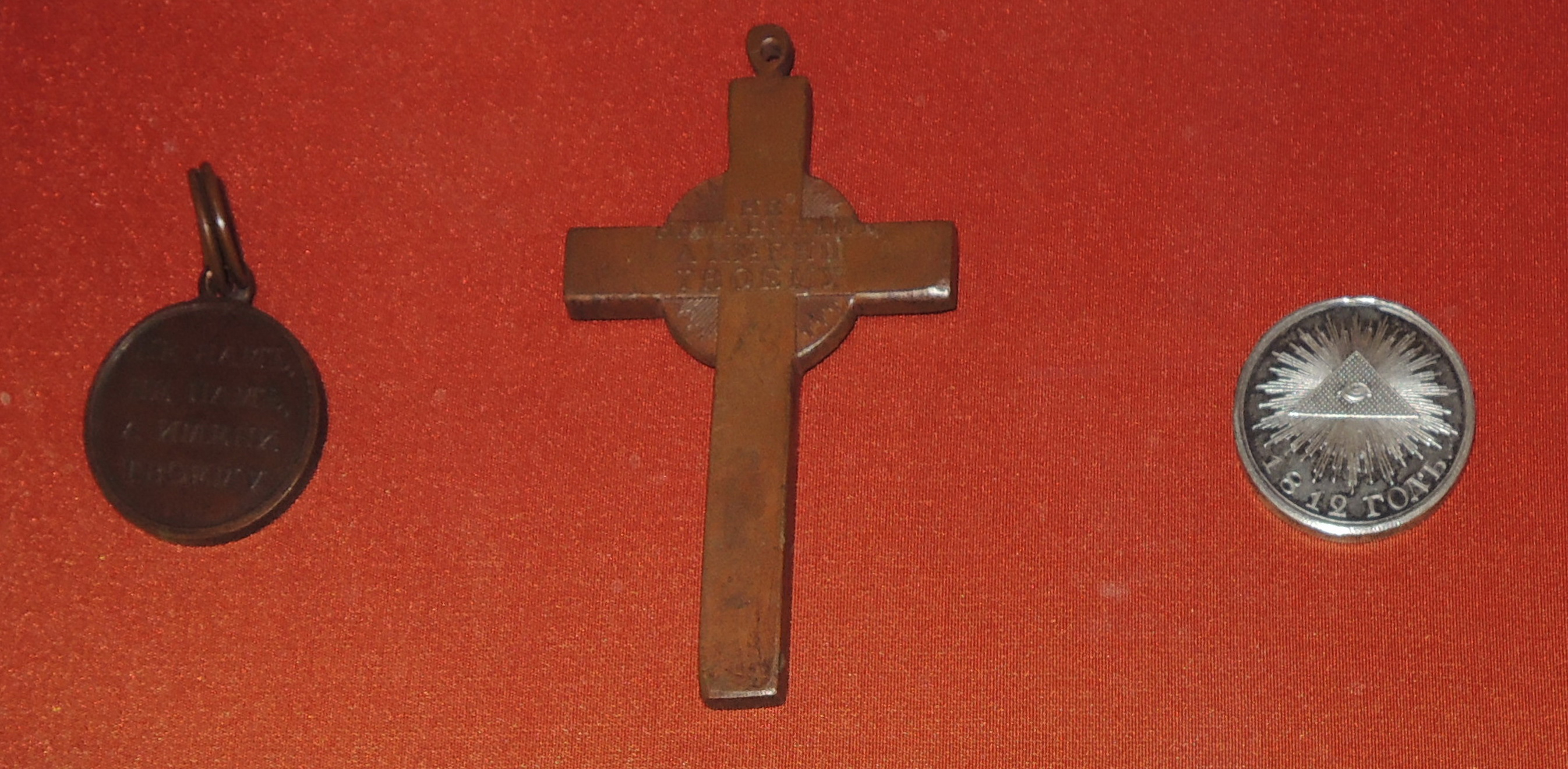
1. Медаль наградная «В память Отечественной войны 1812». 1813. Медь;
2. Крест наградной наперсный для православного духовенства в память Отечественной войны 1812 года. 1814. Медь;
3. Медаль наградная «В память Отечественной войны 1812». 1813. Серебро

В год 100-летнего юбилея Отечественной войны 1812 года императором Николаем II было (15 августа 1912 года) утверждено положение «О ношении установленных Манифестом 30 августа 1814 года медали… потомками…», согласно которому им представлялось «…право по смерти отцов и старшин семейств… не только хранения, но и ношения медалей 1812 года, как дворянских, так и купеческих…» Такое право распространялось и на особ женского пола. Наследовались и наперсные кресты за 1812 год.
Потомки, не сохранившие подлинных медалей того времени, имели право изготовить их в частных мастерских. Нередко подобные награды выглядели изящнее и добротнее государственных.